# Tetoválás

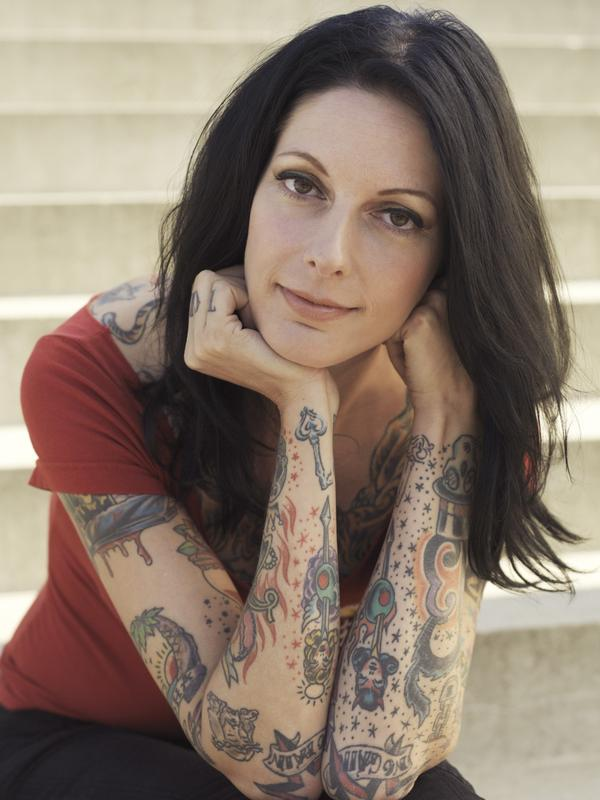
Egy nő tetoválásokkal

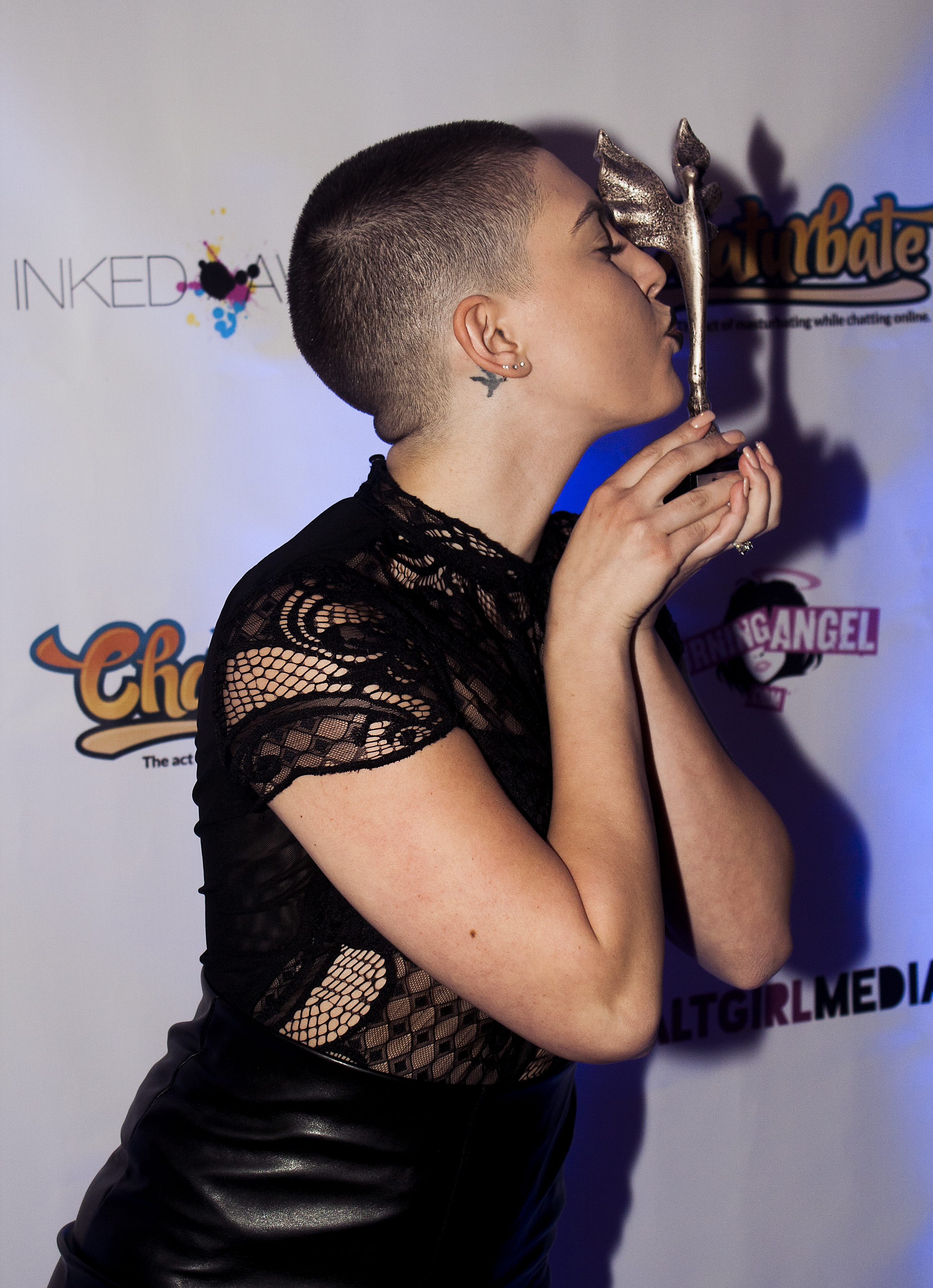
Tetoválás a fül mögött

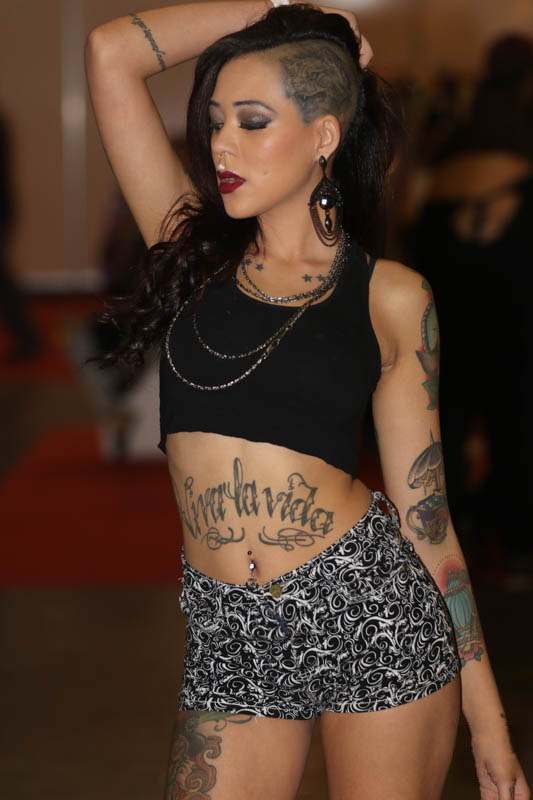
Tetoválások a test különböző részein

A tetoválás során az emberi vagy állati bőr pigmentálását változtatják meg a bőrrétegekbe vitt színezőanyagok segítségével a különböző célokkal, mint például a test díszítése, a törzsi hovatartozás jelzése, esetleg az azonosítás, mint például a kutyák fülébe tetovált szám esetén.

## Etimológia
A tetoválás szó eredete a tatau polinéziai szóra nyúlik vissza. A szó Tahitiből terjedt el világszerte, első ízben Joseph Banks természettudós jegyezte fel 1769-ben, Cook hajóján, az Endeavour-on. A 18. században a tattaow és tattow írásmóddal igyekeztek a szó fonetikáját visszaadni. A Cookot követő utak tengerészei terjesztették el mind a szó használatát, mind magát a tetoválást is Európában. Az angolosított kiejtés írásbeli tükrözése különböző változatok után tattoo formában állapodott meg.

## Története
A legrégebbi ismert emberi tetoválást Ötzi viselte, az 1990-es években az Alpokban talált férfimúmia, korát kb. 5000 évesre becsülik. Bőre párhuzamos és keresztre emlékeztető rajzolatokkal volt díszítve.
Egyiptomi agyagfigurákon látható pontsoros dísz az i. e. 4. évezredből. Thébai női múmián egyértelműen festéknyomokat találtak szintén az i. e. 4. évezredből. Hasonló korú mezopotámiai agyagszobrokon is tetoválás látható. A görög korban Hérodotosz feljegyzései szerint a trákoknál a tetoválás az előkelőség jele volt. Az i. e. 6. századból származik Aetius orvos leírása a tetoválás technikájáról. Leírása alapján a tetoválásra kijelölt területet először fertőtlenítő hatású növények levével mosták le, majd a formát tűvel böködték a bőrbe „amíg a katonának vére nem folyt”, végül alaposan bedörzsölték a tintát, amihez hagymalébe kevert egyiptomi fenyő kérgét, rozsdát, gubacsot és kénsavat használtak.
Felderítőik azonosítására és rangjelzésük könnyebb azonosítása végett került a katonákra varrat. A rómaiaknál a bűnözőket és rabszolgákat jelölték meg bőrbe karcolt jelekkel. Galénosz római orvos feljegyezte hogyan távolította el egy felszabadított gladiátor tetoválását.
A római korból származó feljegyzések maradtak fent az asszírok, agathürszök, skótok, illetve piktek tetoválásairól. Ázsiai népeknél egyes kínai és vietnámi törzseknél az állatábrázolások voltak gyakoriak.

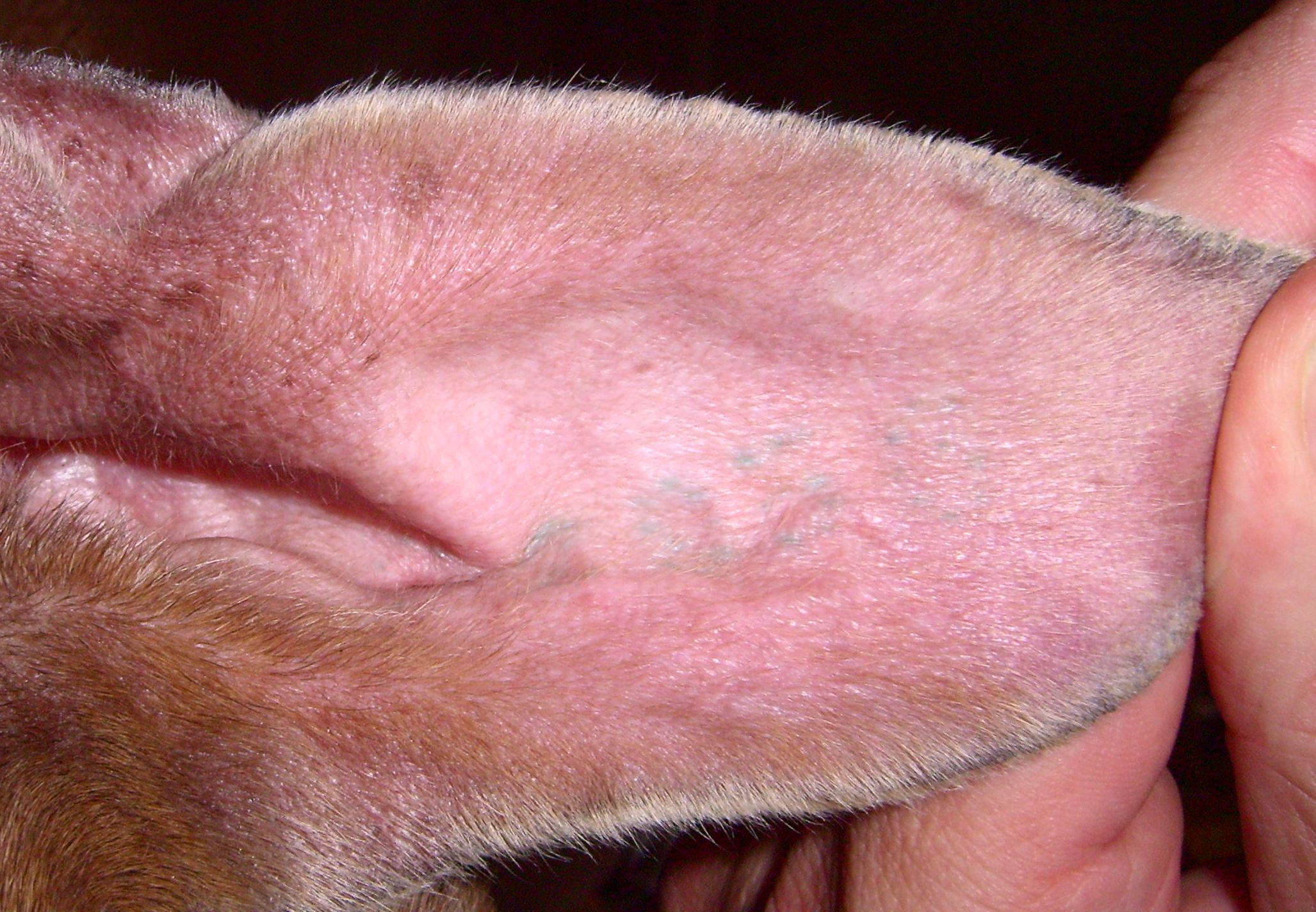
A fülbe tetovált és elhalványult azonosítószám egy tízéves kutyánál
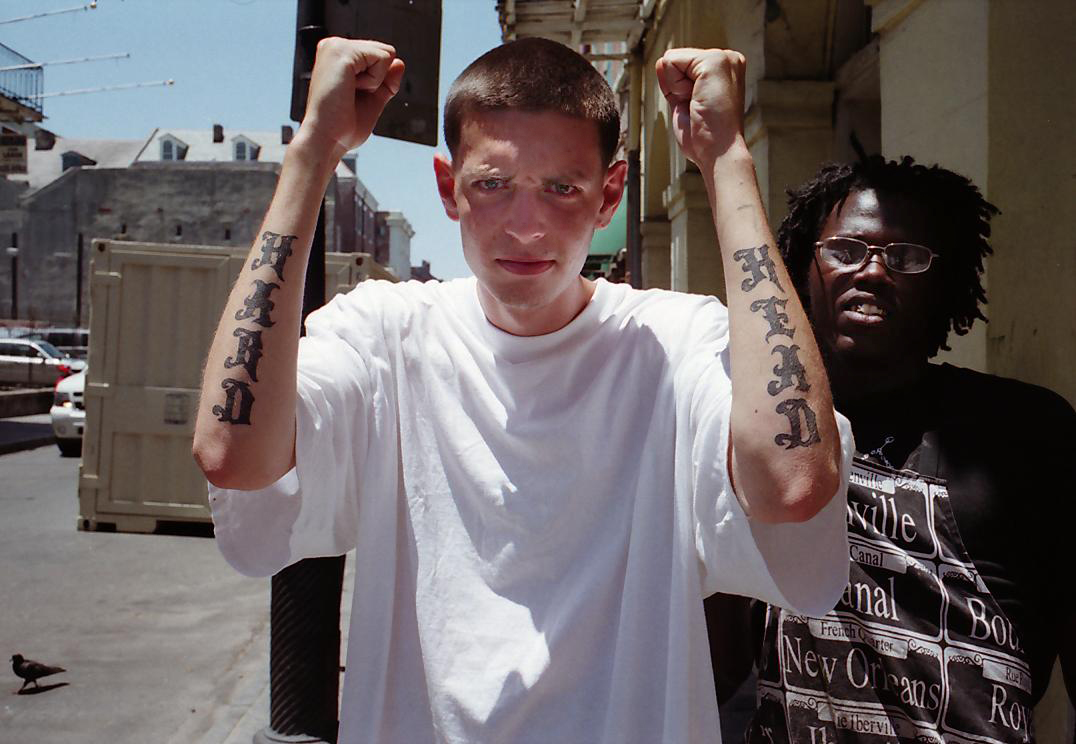
Tetoválás a csoporthoz való tartozás kifejezésére
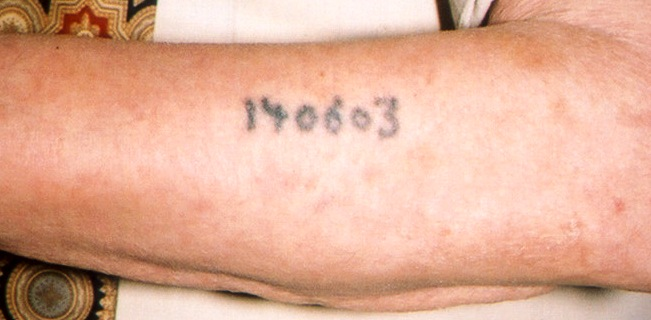
Auschwitzi azonosító szám

Japánban egy krónika említi a 720-as években arcon viselt vallási témájú tetoválások szokását. Még korábban a bűnözőket jelölték meg tetoválással a homlokukon. A ma ismert japán az egész testre kiterjedő színes tetoválás az 1700-as években alakult ki, mivel színes ruhát csak a királyi család hordhatott, a közemberek testüket színes tetoválással ékesítették.
Amerikai, afrikai és óceáni népeknél is gyakori volt a test díszítése bőrbe karcolt jelekkel. Az angol tattoo szó Tahiti tatu (nyomot hagyni) szóból ered. Az európai népeknél a tetoválás újbóli felfedezése egy Polinéziából Londonba hozott férfi által terjedt el az 1600-as években.

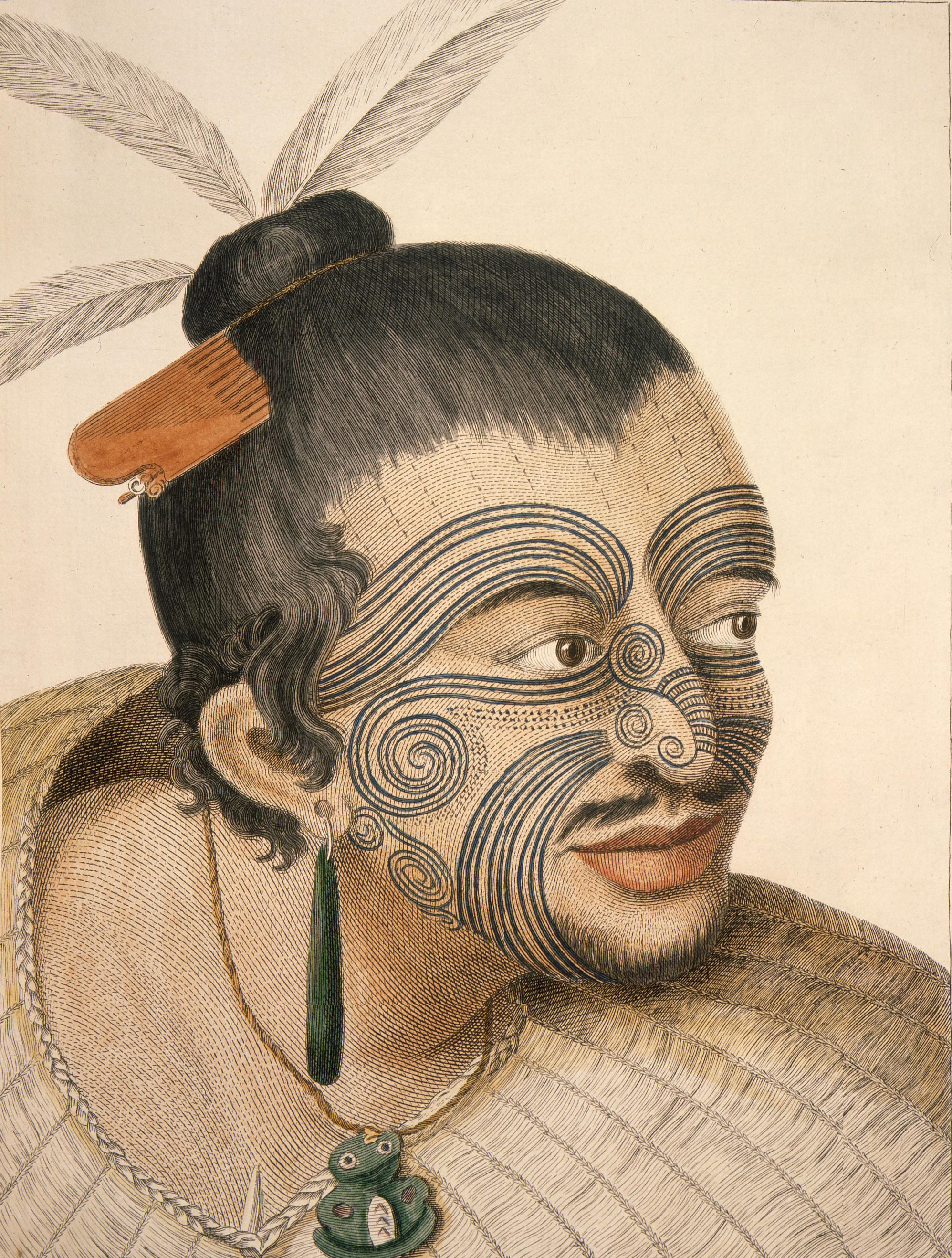
Cook tengerészei ilyen maori tetoválással találkoztak
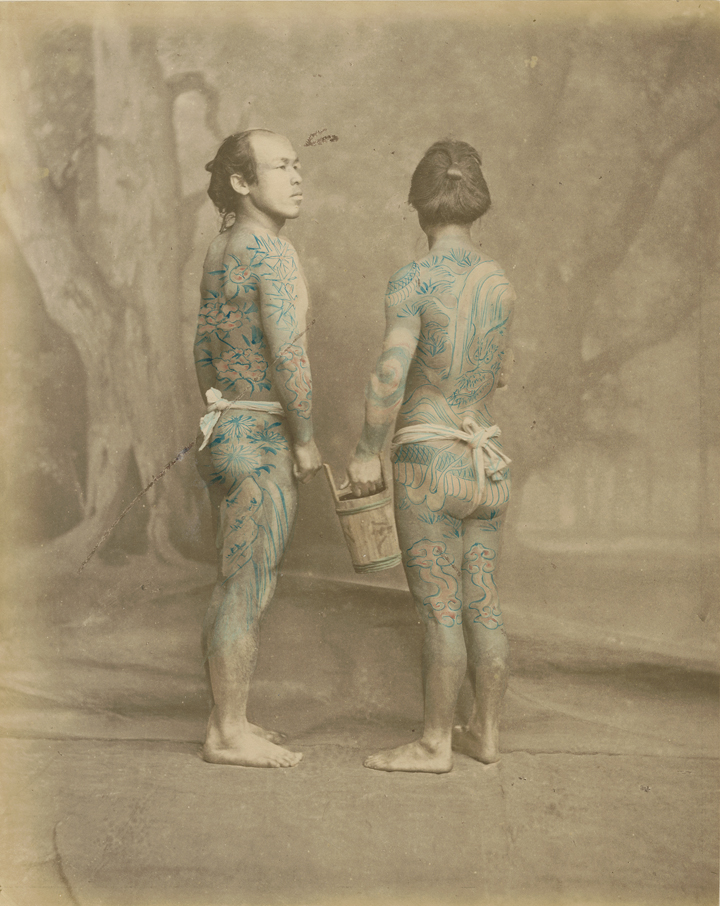
Tetovált japánok 1870-ből

A 19. és 20. század elején illegális volt a tetoválás, elsősorban a börtönökben bűnözők között vált szokássá. Általánosan a kozmetikai tetoválások terjedtek el, a szemöldök, szájkontúr kiemelésére. Mára már minden korú és társadalmi állású embereknél találkozunk testdíszítéssel. Az első tetoválógépet 1891-ben Samuel O’Rilley szabadalmaztatta Thomas Alva Edison elektronikus tolla alapján.

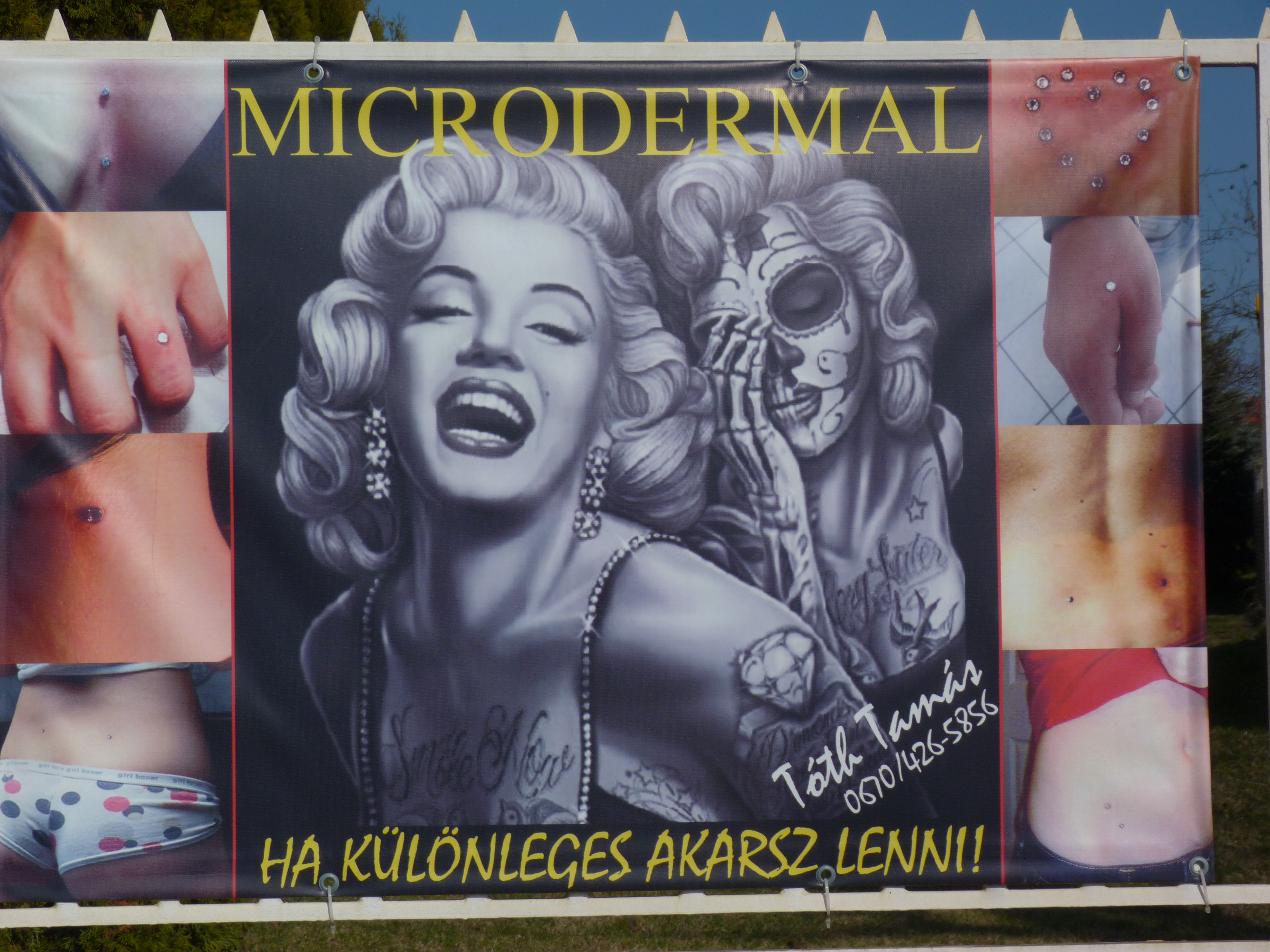
Marilyn Monroe – reklám

## Célok és jelentések

### Törzsi díszítés
A tetoválásnak – esztétikai funkcióján kívül – korábban társadalmi jelentősége is volt. A polinéziaiaknál a tetoválás mintája, valamint a tetovált díszítésekkel borított bőrfelület nagysága társadalmi állás, rang szerint változik; különböző életkorokban más és más mintákat visznek a bőr más és más részére, míg – az előkelőknél – a test egész felületét díszes tetoválás nem borítja. Vannak meghatározott törzsi, nemzetségi minták, jelek is; Afrikában például egyes törzseknél az arcon elhelyezett tetoválási mintákból meg lehet állapítani egy-egy egyén törzsi hovatartozását. Új-Zélandon a tetoválás annyira hozzátartozik az egyéni jellegzetességekhez, hogy a halottak emlékére faragott szobrokon nem az arcvonások, vagy a testalkat hű visszaadására törekednek, hanem a szoborra vésett bonyolult és a tetoválási mintákkal egyező motívumok mutatják meg, kit ábrázol a faragvány.

### A törzsi tetoválás közismert és elterjedt válfajai
- Szamoai tetoválások
- Maori tetoválások – Tā moko
- Hawaii tetoválások

### A modern tetoválás és az önmegvalósítás
Sokak számára a tetoválás nem csupán divat, egyre többen vannak akik azért tetováltatják magukat, mert így akarják kifejezni, megvalósítani önmagukat. Egyes tetoválások egyfajta üzenetet is jelenthetnek a külvilágnak, de a viselője számára is fontos mondanivalót hordozhat. Van aki egy tetoválás formájában örökíti meg az élete egy szakaszának végét. A médiának köszönhetően egyre elterjedtebb a tetoválás, de nem minden társadalmi rétegben. Az ügyvédek, üzletemberek körében tabunak számít a tetoválás.[forrás?]A régi idők börtönben készített tetoválásait felváltották a szalonokban készített, jó minőségű tetoválások, tattoo stílusok tömkelege vált ismertté, változatos a mintakészlet.

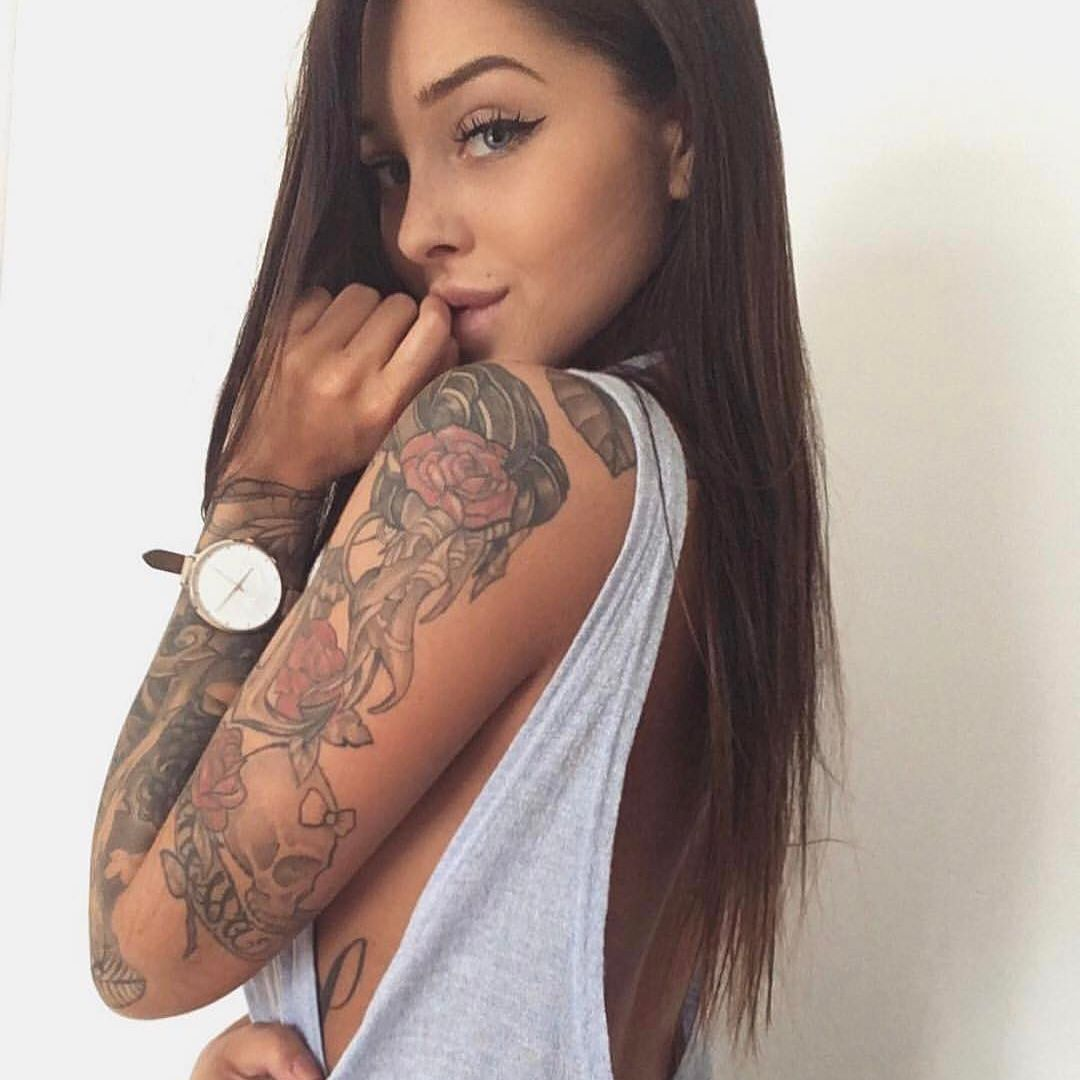
Egy nő tetovált karokkal
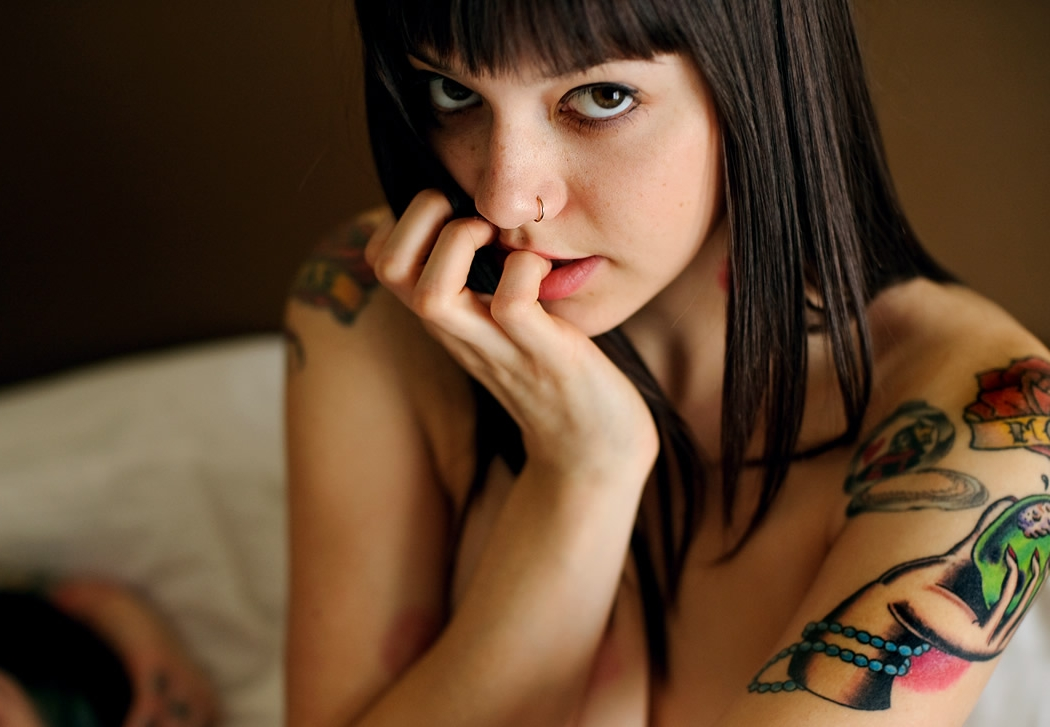
Egy nő tetovált karokkal
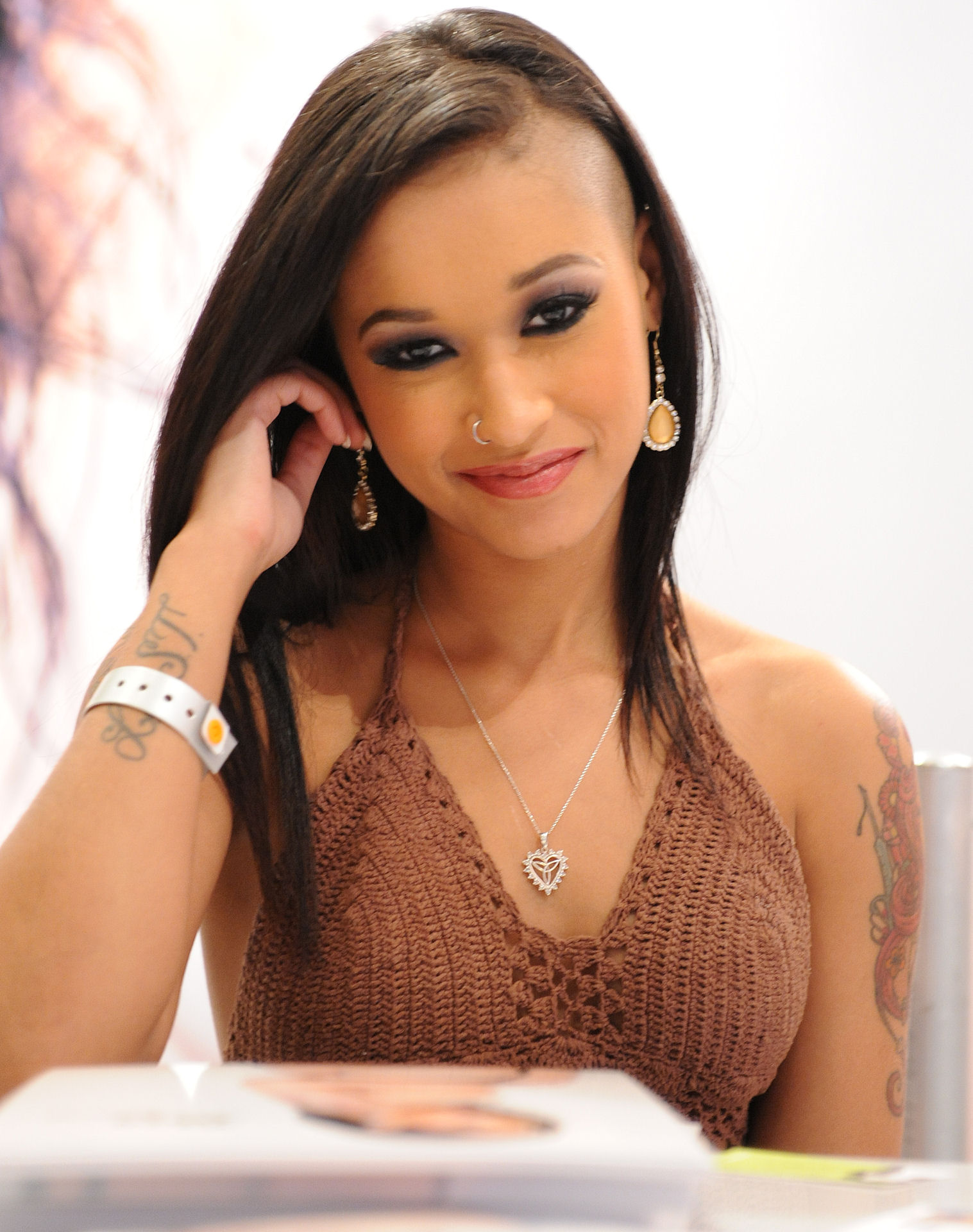
Egy nő tetovált bal felkarral és jobb alkarral
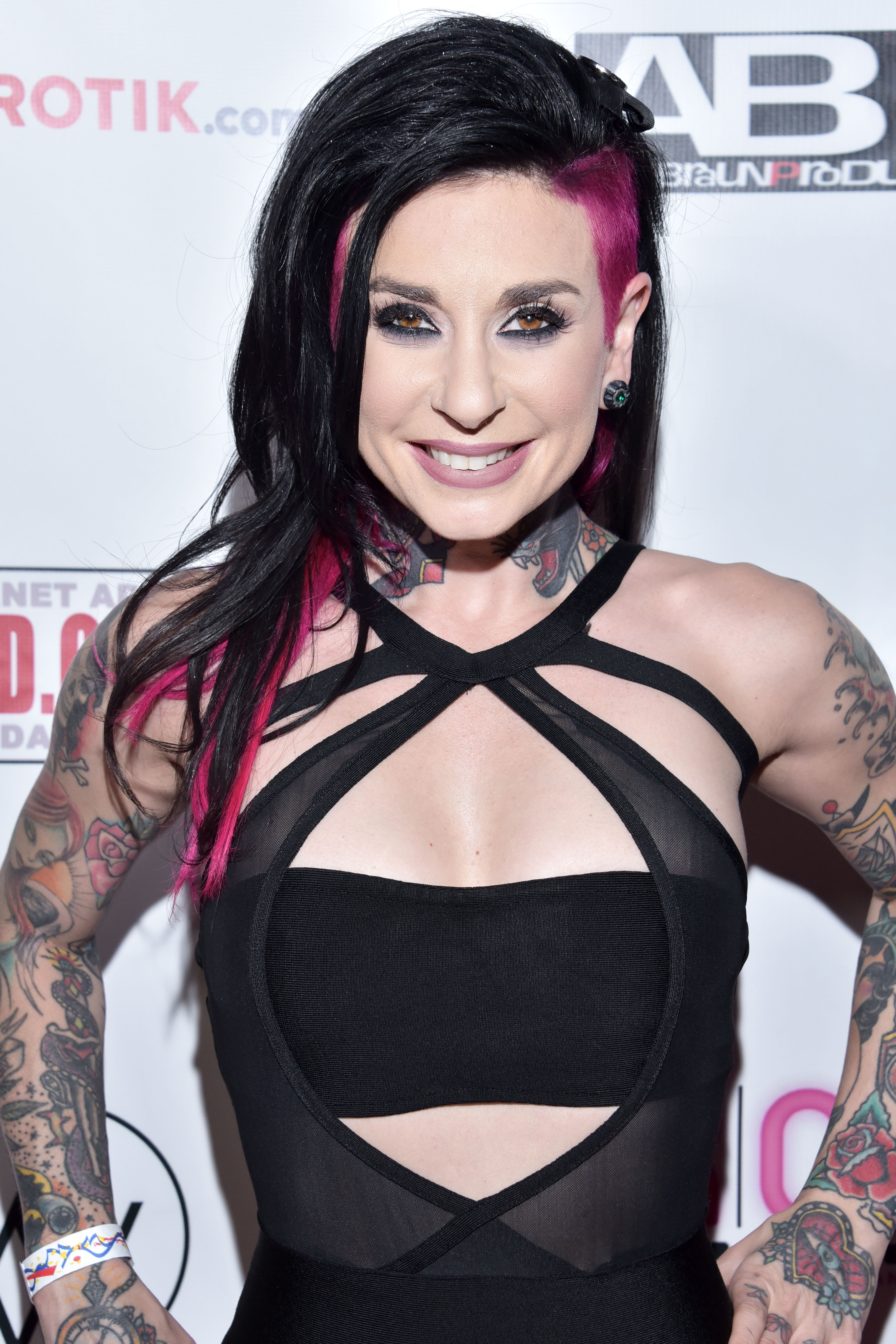
Egy nő tetovált karokkal és nyakkal
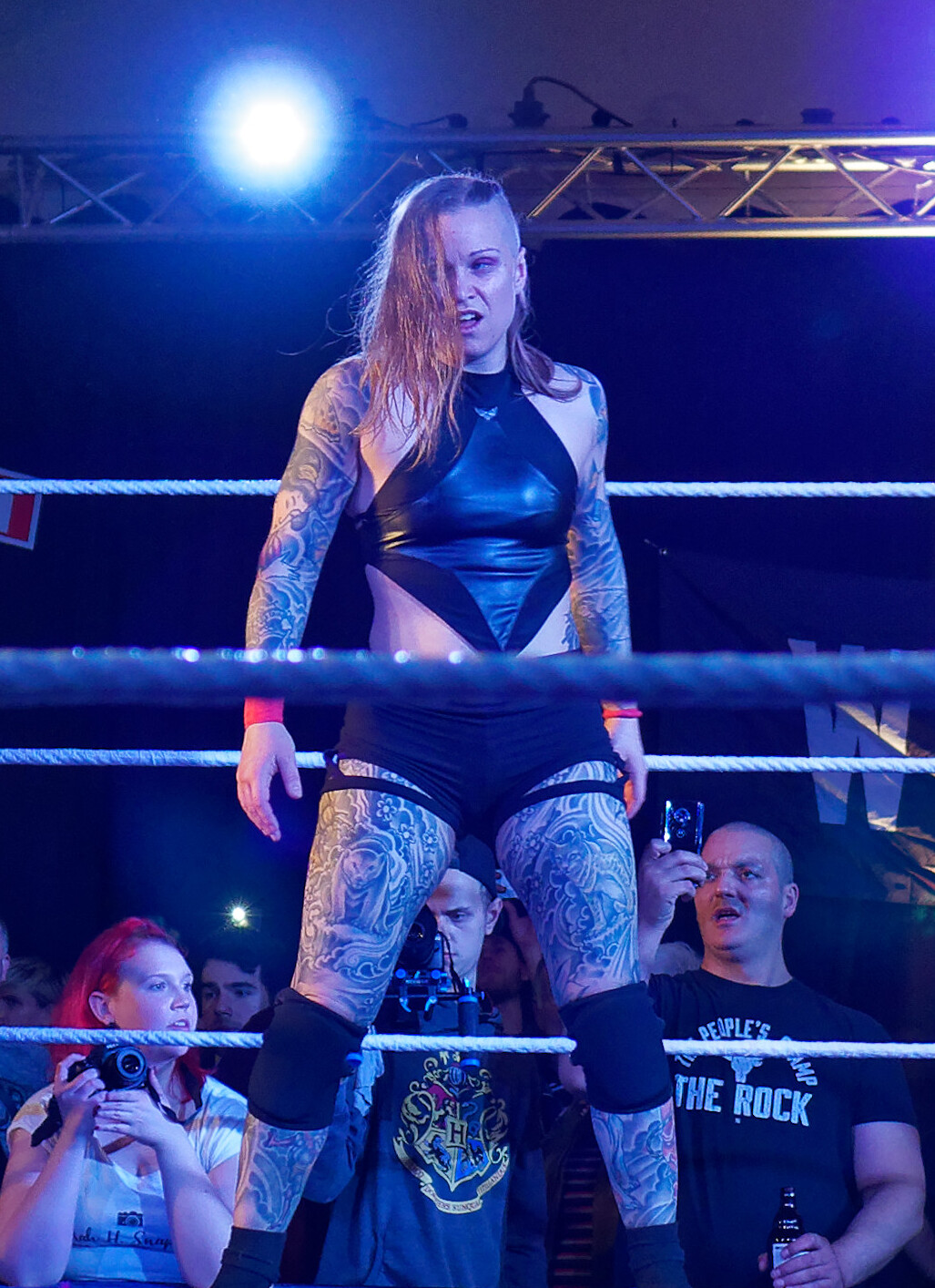
Egy nő tetovált karokkal és lábakkal
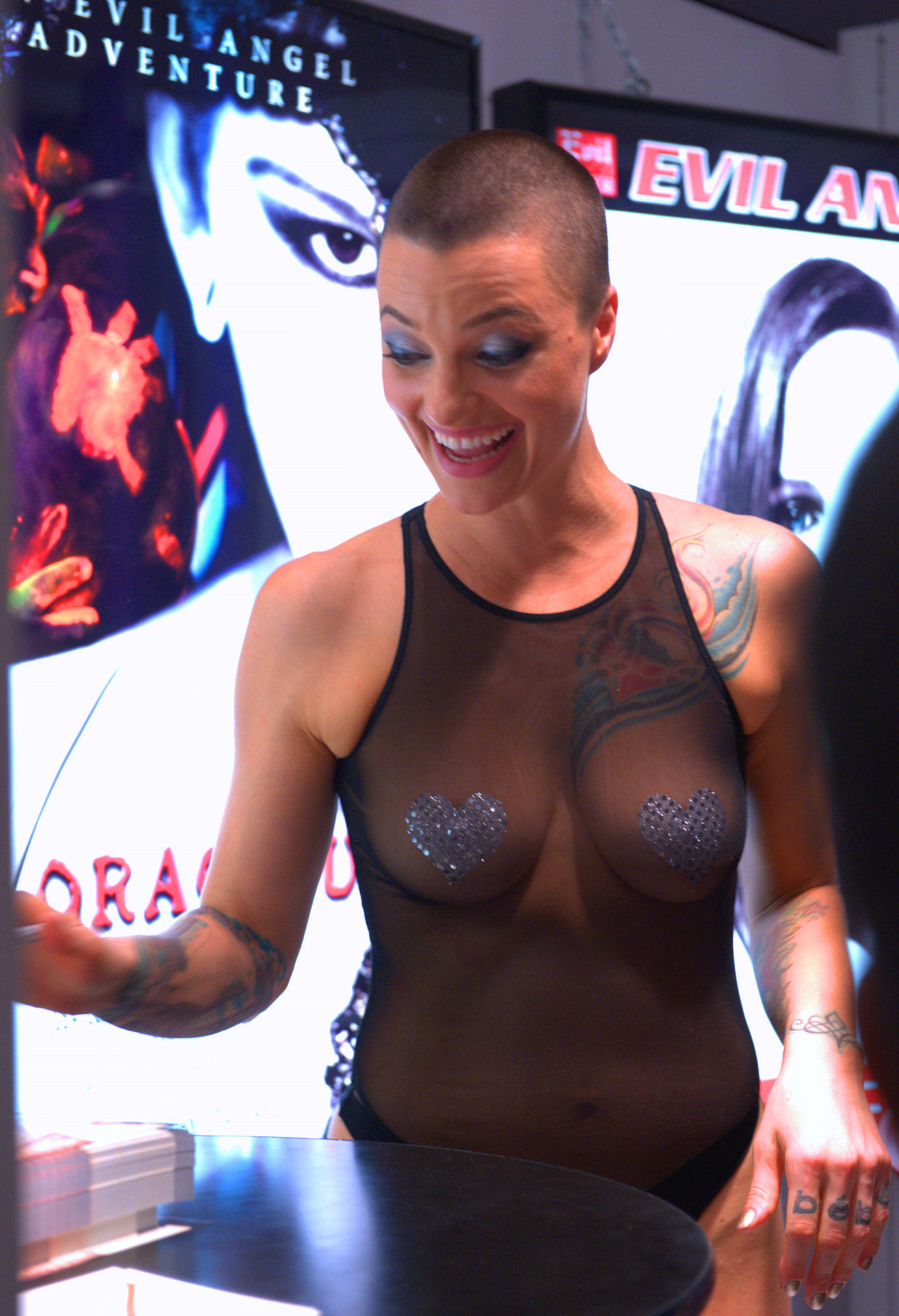
Egy nő tetovált karokkal, ujjakkal és mellkassal
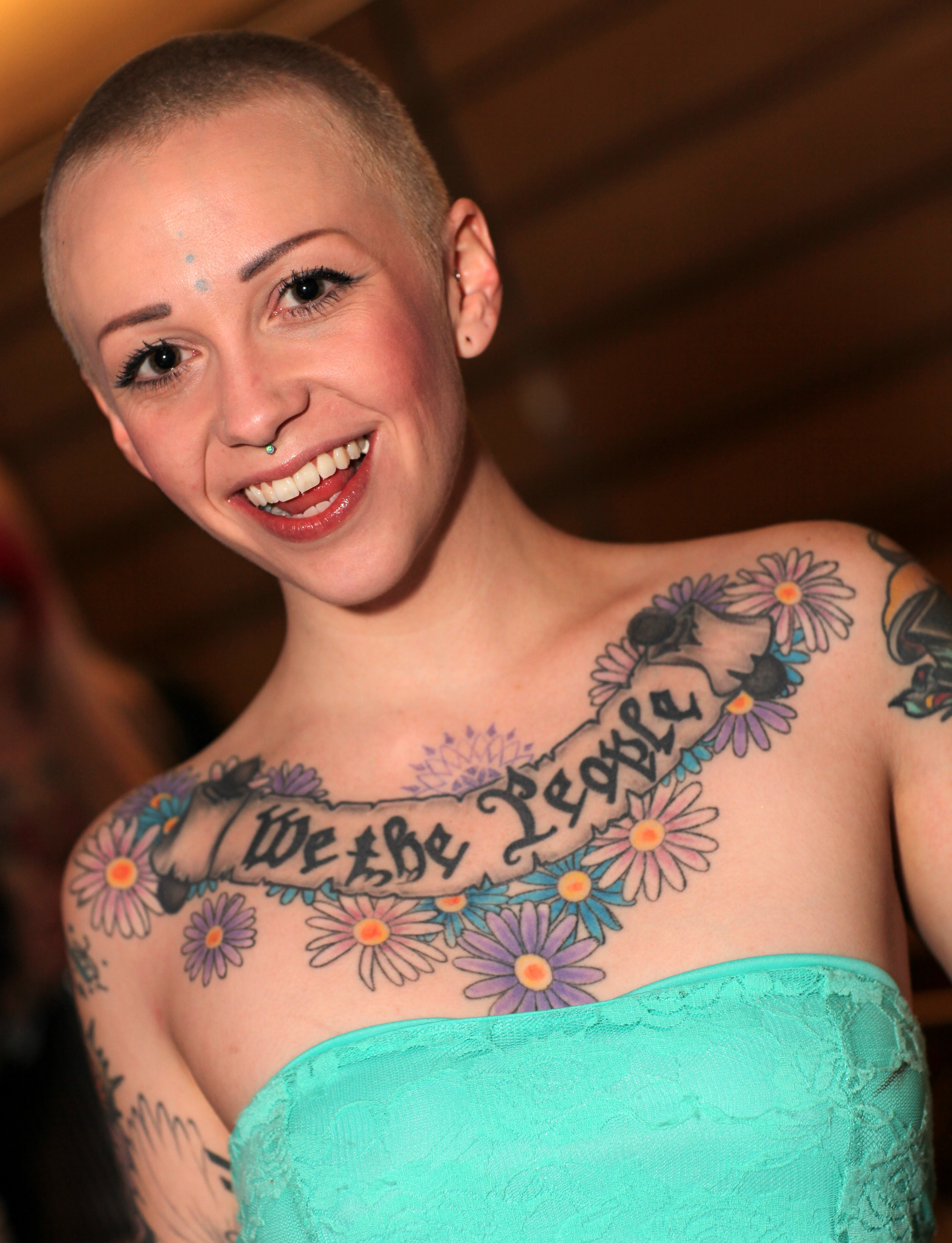
Egy nő tetovált mellkassal
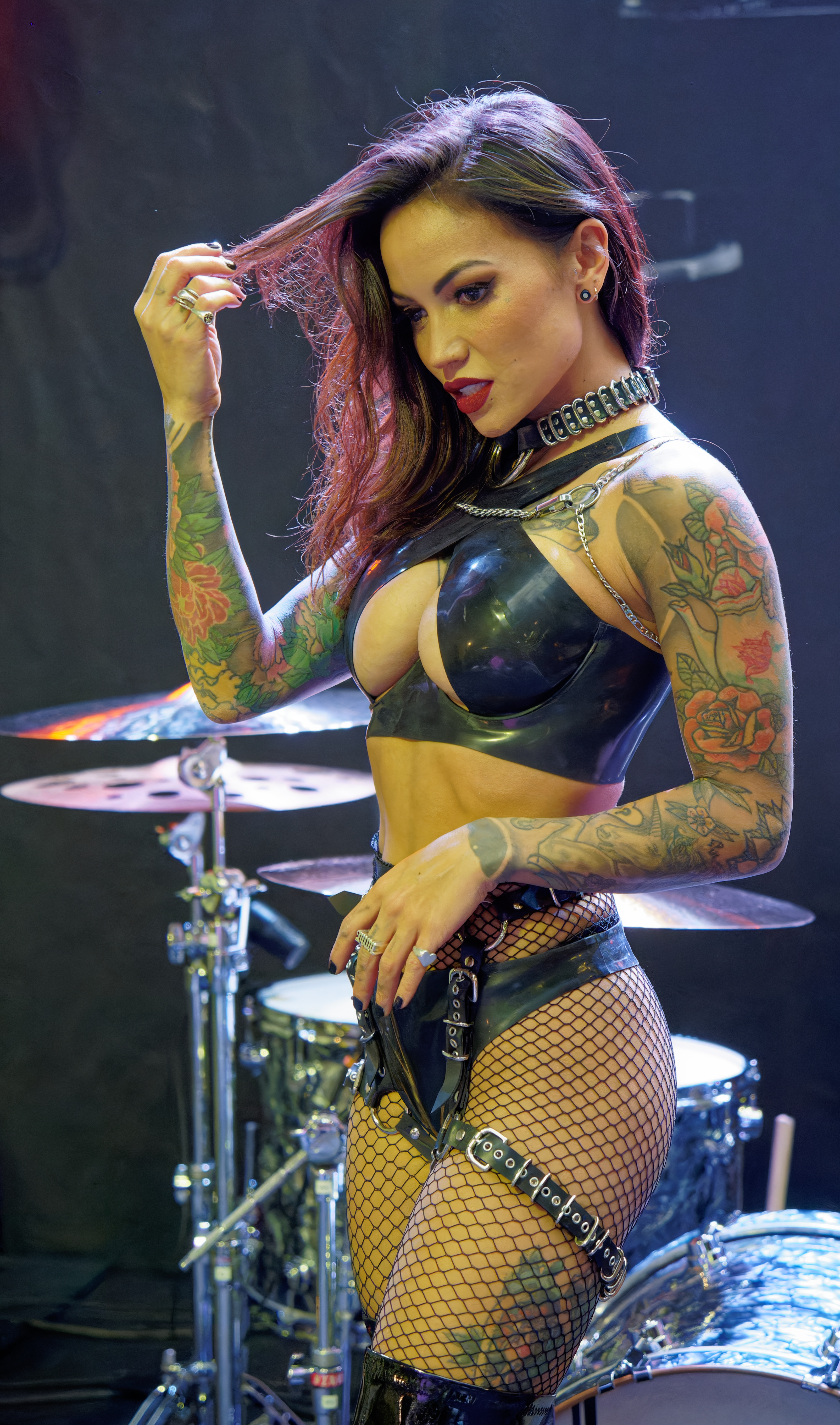
Tetoválásokkal rendelkező nő
Tetoválásokkal rendelkező nő
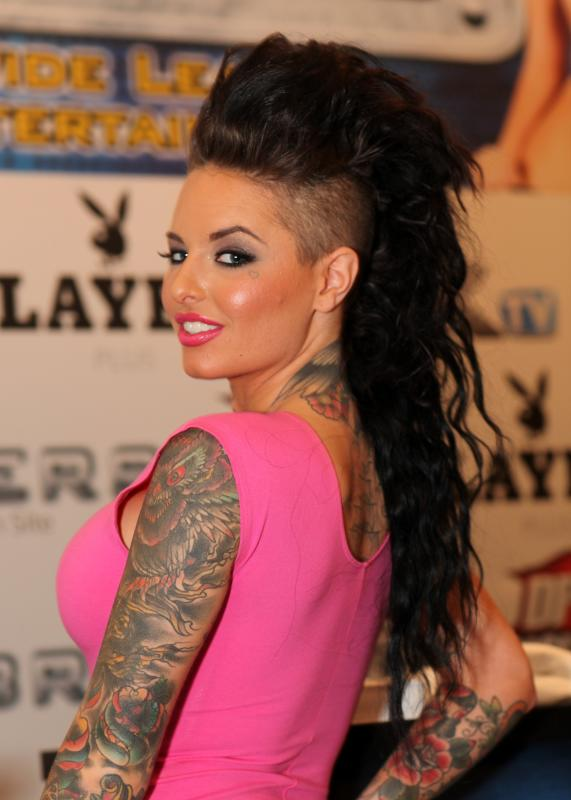
Tetoválásokkal rendelkező nő
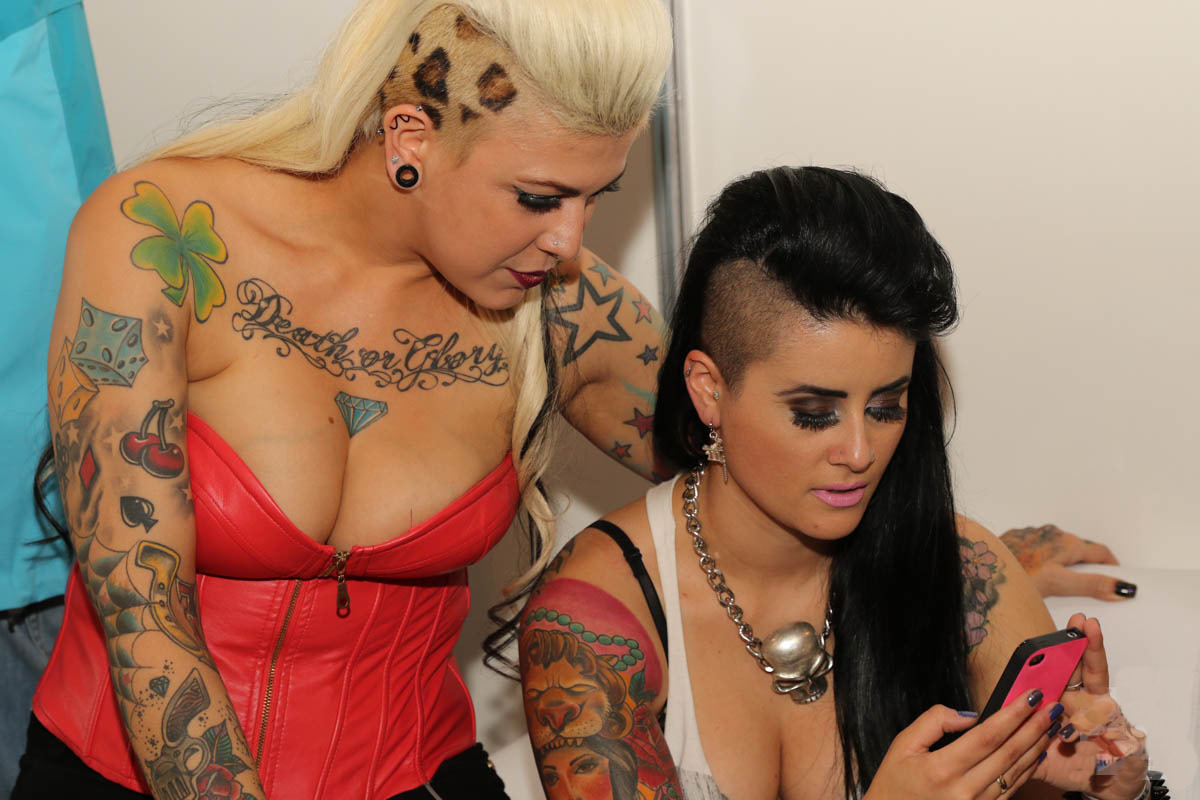
Tetovált nők
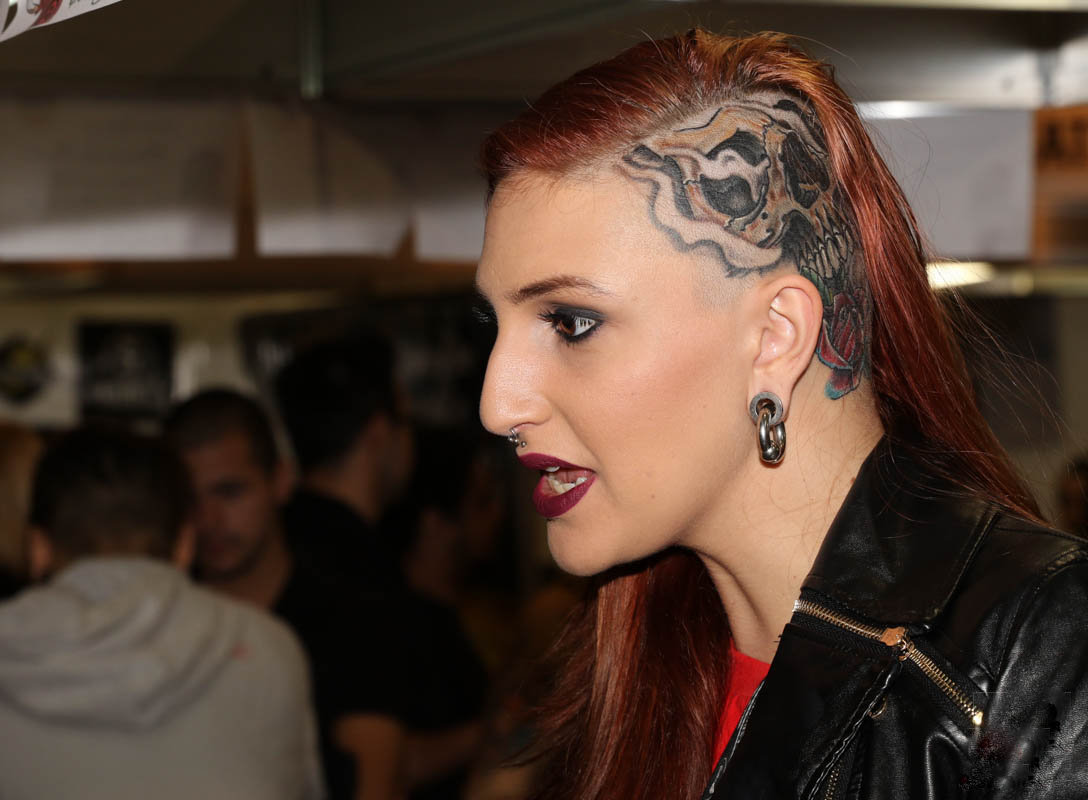
Egy nő tetovált fejbőrrel
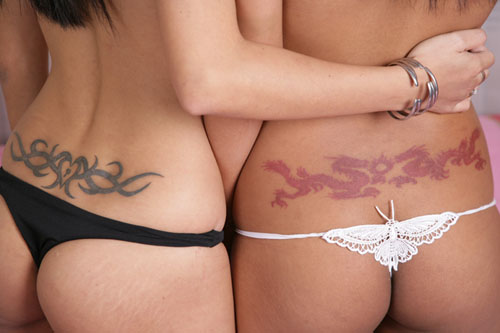
Modern deréktetoválások

## Sminktetoválás

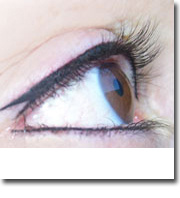
sminktetoválás

Smink, amely soha nem mosódik el. A sminktetoválás lényege az arc természetes harmóniájának megteremtése, a szem, a szemöldök és a száj hangsúlyosabbá tétele, kiemelése. Az arc karakteréhez leginkább illő forma, szín kiválasztásával.
Az arc esztétikai hibáinak korrigálására (hiányos, előnytelen forma vagy aszimmetrikus szemöldök, túl keskeny vagy világos, kontúr nélküli ajak, pici vagy túl kerek szem esetén) is tökéletes megoldást jelent.

## Technikája

### Hagyományos és modern eljárások
A pontozó (szúró) tetoválásnál a mintát hegyes eszközzel (tű, tövis) ütik a bőrbe, majd a szúrt pontokkal borított felületet eltávolíthatatlan festékanyaggal dörzsölik be. Ez a tetoválás elsősorban a világos bőrű népeknél gyakori. A legművészibb pontozó tetoválással Polinéziában és Japánban – ahol Irezuminak hívják – találkozunk. A hegtetoválásnál a bőrt éles tárggyal felkarcolják, a sebekbe hamut, agyagot, faszenet dörzsölnek, vagy maró folyadékkal kezelik, és ezt az eljárást addig ismétlik, míg kiemelkedő hegek nem keletkeznek. Ehhez a tetoválási módhoz tartozik az az eljárás is, amikor a díszhegeket ráégetik a bőrre. A hegtetoválás elsősorban Afrikában és az óceániai térség sötét bőrű csoportjainál terjedt el. A tetoválás ritka formája az úgynevezett varrásos tetoválás. Ennél vékony, korommal átitatott fonalat húznak a bőr alá. Ez a fajta tetoválás főleg Szibériában ismeretes, innen juthatott el az eszkimókhoz, ezektől pedig az északnyugat-amerikai partvidék egyes indián törzseihez. Ma már létezik úgynevezett kozmetikai tetoválás is, mely azt jelenti, hogy nem kell életünk végéig magunkon viselni a művészi alkotást, mivel az kb. 2 év alatt eltűnik. Az eljárás lényege, hogy a festéket nem juttatják olyan mélyre a bőrben, mint a normális tetoválásnál, így az hámosodással lassan eltűnik.

### A modern tetoválótű

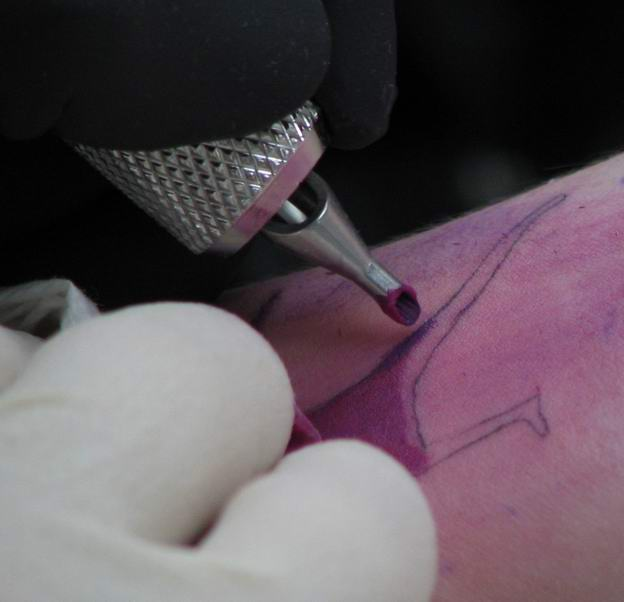
Munkában a tetoválótű

A jó minőségű tű valóban hegyes, ezt nagyítóval lehet ellenőrizni, amit minden tetoválás előtt megtesznek a profik. Van olyan gyári tű, ami olyan károsodást szenved a gyártás alatt, hogy az teljesen visszagörbül. A tetoválás alatt ezek a tűhibák nem mindig érzékelhetőek, de a tetoválás begyógyulása után észrevehetővé válik a hiba. Jó esetben csak halványabb lesz a tetoválás, de néha rózsaszínű vadhúsok is kialakulhatnak, amit plasztikai sebész távolít el. A gyárilag forrasztott tűk általában sterilizálva és sterilen-csomagolva kerülnek forgalomba, de hibás ezek között is akad. A házilag készített tű sterilizálása nehezebben megoldható.

### Festékanyagok

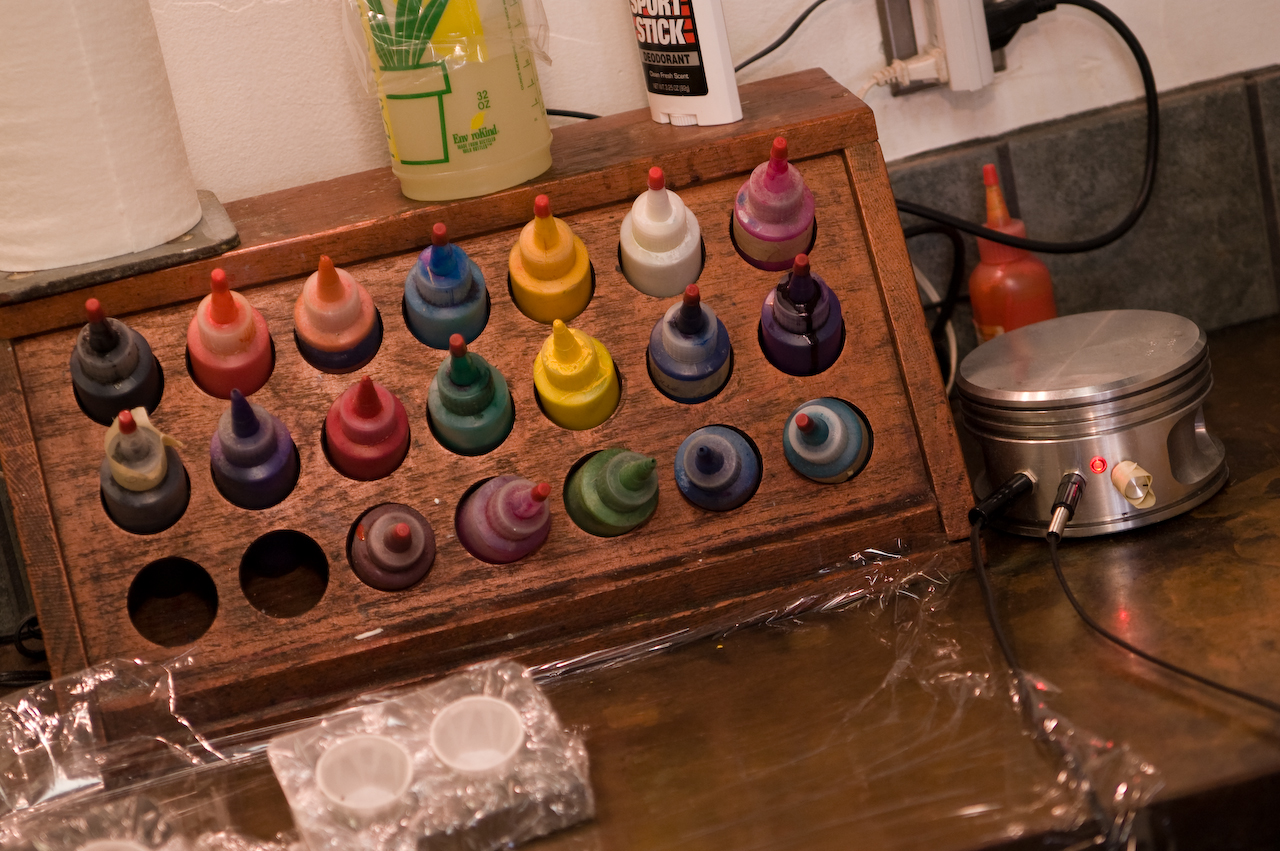
Tetoválófestékek

A tetoválófestékek jelentősen befolyásolják a tetoválás színeit, hiszen a festék legyógyulás utáni élénkségétől függ a művészi összhatás. A tetoválófestékek minősége nem egyszer bizonytalan, a jó színminőséget biztosító neves márkák festékei között is akadhat olyan, amely allergiát okozhat. Régebben mintegy 3-4 árnyalatot is fakulhatott a tetoválás de a mai modern technikának köszönhetően ugyanolyan szép élénken és tartósak maradnak a színek mint tetoválás után.

## Egészségügyi vonatkozások és az eltávolítás

### Káros festékanyagok
Németországban az egészségkárosító festékek ellen, mint amilyenek például nehézfémet tartalmazóak, 2009 májusában rendelet lépett érvénybe.
A bőr alá tetovált festék allergiát is okozhat az arra hajlamosaknál.

### Égések az MRI vizsgálatoknál
Mind több orvos tagadja meg a tetováltak MRI vizsgálatát, mert ilyenkor a vastartalmú festékek égési sebeket okozhatnak.

### A tetoválás eltávolítása
A tetoválás lézerkezeléssel történő eltávolítása során a bőrben lévő festékanyagok feldarabolódnak így a bőr immunsejtjei számára hozzáférhetővé válik amik részben elszállítják onnan illetve a bőrből fokozatosan kilökődik. (A vörös és sárga festékpigmenteket lézeres eljárással nem lehet eltávolíttatni.) A tetoválás eltávolításának sikeressége függ attól, hogy az adott tetoválás hányszor lett „átütve” (mennyire telített milyen mélyre került a festék és a minta nagyságától).

## Engedélyek és oktatás
Magyarországon, akárcsak Németországban tanfolyamokon folyik a képzés, vagy egyszerűen a tapasztaltabbak adják át ismereteiket a kezdőknek. Az alapismereteket 2-3 év alatt meg lehet tanulni. Ausztriában a tetoválás szabályozottabb, és gyakorlásához egy négy részből álló vizsga szükséges, amelynek során a bőrgyógyászat, a szövettan, az anatómia, a bakteriológia és a virológia területén kell az ismeretekről tanúságot tenni.

## Filmek

### Játékfilmek
- A tetovált lány The girl with the dragon tattoo
- A tetoválóművész The Tattooist

### Dokumentumfilmek
National Geographic: Taboo című sorozat néhány epizódja
Taboo

### Valóságshow-k
- Miami Ink – A tetoválók (Amerikai valóságshow)
- LA Ink – A Miami Ink mintájára készült valóságshow
- New York Ink
- German Ink

## Kiegészítő irodalom
Antropológia
- Buckland, A. W. (1887) "On Tattooing," in Journal of the Royal Anthropological Institute of Great Britain and Ireland, 1887/12, p. 318-328
- Caplan, Jane (ed.) (2000): Written on the Body: the Tattoo in European and American History, Princeton U P
- DeMello, Margo (2000) Bodies of Inscription: a Cultural History of the Modern Tattoo Community, California. Durham NC: Duke University Press
- Fisher, Jill A. (2002). Tattooing the Body, Marking Culture. Body & Society 8 (4): pp. 91–107.
- Gell, Alfred (1993) Wrapping in Images: Tattooing in Polynesia, Oxford: Clarendon Press
- Gilbert, Stephen G. (2001) Tattoo History: a Source Book, New York: Juno Books
- Gustafson, Mark (1997) "Inscripta in fronte: Penal Tattooing in Late Antiquity," in Classical Antiquity, April 1997, Vol. 16/No. 1, p. 79-105
- Hambly, Wilfrid Dyson (1925) The History of Tattooing and Its Significance: With Some Account of Other Forms of Corporal Marking, London: H. F.& G. Witherby (reissued: Detroit 1974)
- Hesselt van Dinter, Maarten (2005) The World of Tattoo; An Illustrated History. Amsterdam, KIT Publishers
- Jones, C. P. (1987) "Stigma: Tattooing and Branding in Graeco-Roman Antiquity," in Journal of Roman Studies, 77/1987, pp. 139–155
- Juno, Andrea. Modern Primitives. Re/Search #12 (October 1989) ISBN 0-9650469-3-1
- Tattooing Among Japan's Ainu People. Lars Krutak. [2020. április 6-i dátummal az eredetiből archiválva]. (Hozzáférés: 2009. augusztus 24.)
- Lombroso, Cesare (1896) "The Savage Origin of Tattooing," in Popular Science Monthly, Vol. IV., 1896
- Raviv, Shaun (2006) Marked for Life: Jews and Tattoos (Moment Magazine; June 2006)
- Comparative study about Ötzi's therapeutic tattoos (L. Renaut, 2004, French and English abstract)
- Robley, Horatio (1896) Moko, or, Maori tattooing. London: Chapman and Hall
- Roth, H. Ling (1901) Maori tatu and moko. In: Journal of the Anthropological Institute v. 31, January-June 1901
- Rubin, Arnold (ed.) (1988) Marks of Civilization: Artistic Transformations of the Human Body, Los Angeles: UCLA Museum of Cultural History
- Sanders, Clinton R. (1989) Customizing the Body: the Art and Culture of Tattooing. Philadelphia: Temple University Press
- Sinclair, A. T. (1909) "Tattooing of the North American Indians," in American Anthropologist 1909/11, No. 3, p. 362-400

Népszerűsítés, művészet
- Green, Terisa. Ink: The Not-Just-Skin-Deep Guide to Getting a Tattoo ISBN 0-451-21514-1
- Green, Terisa. The Tattoo Encyclopedia: A Guide to Choosing Your Tattoo ISBN 0-7432-2329-2
- Krakow, Amy. Total Tattoo Book ISBN 0-446-67001-4

Egészség
- CDC Features - Body Art: Tattoos and Piercings. Centers for Disease Control and Preventio. [2010. március 8-i dátummal az eredetiből archiválva]. (Hozzáférés: 2010. március 4.)
- Can I get HIV from getting a tattoo or through body piercing?. Centers for Disease Control and Prevention. [2010. március 4-i dátummal az eredetiből archiválva]. (Hozzáférés: 2010. március 4.)
- Centers for Disease Control and Prevention: CDC's Position on Tattooing and HCV Infection. (Hozzáférés: 2010. március 4.)
- National Institute for Occupational Safety and Health: Body Art (workplace hazards). (Hozzáférés: 2010. március 4.)
- United States Food and Drug Administration: Tattoos and Permanent Makeup. CFSAN/Office of Cosmetics and Colors (2000; updated [2004, 2006]). [2006. június 15-i dátummal az eredetiből archiválva]. (Hozzáférés: 2010. március 4.)
- Haley R.W. and Fischer R.P., Commercial tattooing as a potential source of hepatitis C infection, Medicine, March 2000;80:134-151

### Sminktetoválás
- Patkós Alexandra: Arcművészet. Szépítő vonások sminktetoválással; Beautylex Kft., Budapest, 2022
- Vörös Gyöngyi: Természetes hatású szemöldök tetoválása szálazással. "Controlled D-NC. softBrow" – ahogy én készítem; szerzői, Fonyód, 2014